# Изюмский сельский совет (Харьковская область)
Изюмский сельский совет — входит в состав Боровского района Харьковской области Украины.
Административный центр сельского совета находится в селе Изюмское.

## История
- 1971 — дата образования.
- До 17 июля 2020 совет относился к Боровскому району, с этой даты - к Изюмскому району Харьковской области.
- После 17 июля 2020 года в рамках административно-территориальной «реформы» по новому делению Харьковской области[2][3] данный сельский совет, как и весь Боровской район Харьковской области, был упразднён; входящие в него населённые пункты и его территории присоединены к … территориальной общине Изюмского района.
- Сельсовет просуществовал 49 лет.

## Населённые пункты совета
- село Изюмское
- село Андреевка
- село Глущенково
- село Дружелюбовка
- село Красный Гай
- село Новый Мир
- село Ольговка
- село Червоный Став

### Ликвидированные населённые пункты
- село Красноярское